# レッツゴーキリシマ
レッツゴーキリシマとは日本の競走馬である。おもな勝鞍は2010年の関屋記念。

## 経歴
2006年（1歳時）「マルシンアモンの17」の名でセレクションセールに上場され、このときは買い手がつかなかったが、のちに本馬の兄ゴウゴウキリシマを所有する西村新一郎の所有となり、九州地方で育成を受けた。
2007年8月12日、デビュー戦で勝利する。次に小倉2歳ステークスに出走するが、5着。9月のききょうステークスで2着、10月に2勝目を挙げた。11月、京王杯2歳ステークスに出走し、アポロドルチェ、ドリームシグナルに次ぐ3着。第59回朝日杯フューチュリティステークスでは単勝10番人気ながらもゴスホークケンに次ぐ2着と、堅実な成績で2歳シーズンを終えた。
2008年は、きさらぎ賞で始動し4着だった。続くスプリングステークスでは9着、皐月賞では5着、NHKマイルカップは9着だった。日本ダービーでは逃げたが、最後の直線で後続馬に捕らえられ13着に敗れた。その後、初の古馬との対戦となる京成杯オータムハンデキャップに出走、10番人気だったが、2着と好走した。続く富士ステークスでは5着、キャピタルステークスでは1番人気に支持されたが4着に敗れた。続く阪神カップでは10着と大敗した。
2009年は、小倉大賞典で始動し4着だった。続く中京記念では3着と好走した。しかし、4月5日のダービー卿チャレンジトロフィーでは中団からレースを進めるも、失速して13着という結果に終わった。5か月の休養をはさみ天間昭一厩舎に転厩し、9月13日のレインボーステークスに1番人気で出走、逃げ切り勝ちを収め3勝目を挙げた。続く11月1日のカシオペアステークスでも逃げ切り勝ちを収め4勝目を挙げた。そして11月21日の福島記念に1番人気で出走、いつも通りの逃げを見せるも直線で失速し7着に敗れた。
2010年は、福島記念後長期休養を経て、関屋記念で始動した。スタートから先頭で走り、最後の直線でも粘り通し、逃げ切りで重賞初制覇となった。しかし、その後の毎日王冠を目指しての調教中に左脚浅屈腱炎を発症。全治1年以上と見込まれたが、現役続行を目指して幹細胞移植手術を行い、療養に入ることとなった。
長期休養を終えて2012年6月10日のエプソムカップで復帰したが最下位の18着。続く中京記念では逃げたが失速して最下位の16着に敗れた。関屋記念でもいつも通りの逃げを見せるもブービーの17着。8月17日付けで競走馬登録を抹消された。引退後は千葉県香取市のオークリーフで乗馬になる。その後、福島県に移動し「タレント馬」として大河ドラマ「八重の桜」に出演、相馬野馬追に出場などをしている。

## 競走成績
以下の内容は、netkeiba.comに基づく。
| 競走日     | 競馬場 | 競走名       | 格       | 距離 （馬場） | 頭 数 | 枠 番 | 馬 番 | オッズ （人気） | 着順 | タイム （上り3F） | 着差 | 騎手      | 斤量 [kg] | 1着馬（2着馬）         | 馬体重 [kg] |
| ---------- | ------ | ------------ | -------- | ------------- | ----- | ----- | ----- | --------------- | ---- | ----------------- | ---- | --------- | --------- | ---------------------- | ----------- |
| 2007.08.12 | 小倉   | 2歳新馬      |          | 芝1200m（良） | 12    | 6     | 8     | 004.50（2人）   | 01着 | R1:10.7（36.1）   | -0.3 | 0蛯名正義 | 54        | （トムウィンズ）       | 454         |
| 0000.09.02 | 小倉   | 小倉2歳S     | JpnIII   | 芝1200m（良） | 12    | 1     | 1     | 031.00（7人）   | 05着 | R1:09.8（35.5）   | -0.5 | 0幸英明   | 54        | マルブツイースター     | 456         |
| 0000.09.29 | 阪神   | ききょうS    | OP       | 芝1400m（良） | 8     | 1     | 1     | 004.30（3人）   | 02着 | R1:22.5（34.6）   | -0.1 | 0幸英明   | 54        | マイネブリッツ         | 448         |
| 0000.11.14 | 京都   | かえで賞     | 500万下  | 芝1400m（良） | 11    | 6     | 7     | 002.70（1人）   | 01着 | R1:23.0（35.7）   | -0.5 | 0幸英明   | 55        | （アイリッシュカフェ） | 456         |
| 0000.11.10 | 東京   | 京王杯2歳S   | JpnII    | 芝1400m（稍） | 15    | 7     | 12    | 008.40（4人）   | 03着 | R1:23.0（35.7）   | -0.3 | 0幸英明   | 55        | アポロドルチェ         | 452         |
| 0000.12.09 | 中山   | 朝日杯FS     | JpnI     | 芝1600m（良） | 16    | 2     | 3     | 028.2（10人）   | 02着 | R1:33.9（35.3）   | -0.4 | 0幸英明   | 55        | ゴスホークケン         | 460         |
| 2008.02.17 | 京都   | きさらぎ賞   | JpnIII   | 芝1800m（良） | 15    | 6     | 11    | 006.70（3人）   | 04着 | R1:49.0（35.2）   | -0.2 | 0幸英明   | 57        | レインボーペガサス     | 468         |
| 0000.03.23 | 中山   | スプリングS  | JpnII    | 芝1800m（良） | 16    | 7     | 14    | 017.60（8人）   | 09着 | R1:49.4（35.0）   | -0.5 | 0幸英明   | 56        | スマイルジャック       | 462         |
| 0000.04.20 | 中山   | 皐月賞       | JpnI     | 芝2000m（良） | 18    | 8     | 16    | 043.9（15人）   | 05着 | R2:02.2（35.5）   | -0.5 | 0幸英明   | 57        | キャプテントゥーレ     | 460         |
| 0000.05.11 | 東京   | NHKマイルC   | JpnI     | 芝1600m（稍） | 18    | 2     | 4     | 018.50（8人）   | 09着 | R1:35.7（35.8）   | -1.5 | 0幸英明   | 57        | ディープスカイ         | 456         |
| 0000.06.01 | 東京   | 東京優駿     | JpnI     | 芝2400m（良） | 18    | 6     | 11    | 115.3（16人）   | 13着 | R2:28.3（38.0）   | -1.6 | 0幸英明   | 57        | ディープスカイ         | 452         |
| 0000.09.14 | 中山   | 京成杯AH     | GIII     | 芝1600m（良） | 16    | 2     | 3     | 016.5（10人）   | 02着 | R1:32.3（35.9）   | -0.2 | 0北村宏司 | 53        | キストゥヘヴン         | 458         |
| 0000.10.25 | 東京   | 富士S        | GIII     | 芝1600m（良） | 18    | 1     | 2     | 012.20（6人）   | 05着 | R1:33.0（34.6）   | -0.3 | 0幸英明   | 54        | サイレントプライド     | 470         |
| 0000.11.23 | 東京   | キャピタルS  | OP       | 芝1600m（良） | 18    | 3     | 6     | 002.80（1人）   | 04着 | R1:33.8（35.2）   | -0.8 | 0幸英明   | 55        | タマモサポート         | 474         |
| 0000.12.21 | 阪神   | 阪神C        | JpnII    | 芝1400m（良） | 18    | 1     | 2     | 012.10（5人）   | 10着 | R1:22.2（36.4）   | -0.6 | 0幸英明   | 56        | マルカフェニックス     | 484         |
| 2009.02.07 | 小倉   | 小倉大賞典   | GIII     | 芝1800m（良） | 16    | 4     | 8     | 013.30（6人）   | 04着 | R1:45.1（34.5）   | -0.2 | 0幸英明   | 55        | サンライズマックス     | 480         |
| 0000.03.14 | 中京   | 中京記念     | GIII     | 芝2000m（重） | 18    | 1     | 2     | 013.80（4人）   | 03着 | R2:00.6（37.0）   | -0.2 | 0幸英明   | 55        | サクラオリオン         | 476         |
| 0000.04.05 | 中山   | ダービー卿CT | GIII     | 芝1600m（良） | 15    | 7     | 14    | 007.30（4人）   | 13着 | R1:34.2（35.0）   | -0.5 | 0幸英明   | 55        | タケミカヅチ           | 470         |
| 0000.09.13 | 中山   | レインボーS  | 1600万下 | 芝2000m（良） | 16    | 1     | 1     | 002.60（1人）   | 01着 | R1:59.7（34.7）   | -0.1 | 0横山典弘 | 57        | （アサティスボーイ）   | 462         |
| 0000.11.01 | 京都   | カシオペアS  | OP       | 芝1800m（稍） | 11    | 3     | 3     | 004.90（2人）   | 01着 | R1:50.1（34.9）   | -0.4 | 0幸英明   | 56        | （リクエストソング）   | 474         |
| 0000.11.21 | 福島   | 福島記念     | GIII     | 芝2000m（良） | 16    | 5     | 10    | 005.10（1人）   | 07着 | R1:59.1（36.9）   | -0.5 | 0柴田善臣 | 56        | サニーサンデー         | 480         |
| 2010.08.08 | 新潟   | 関屋記念     | GIII     | 芝1600m（良） | 18    | 8     | 16    | 014.60（6人）   | 01着 | R1:32.9（33.2）   | -0.1 | 0北村宏司 | 56        | （セイクリッドバレー） | 476         |
| 2012.06.10 | 東京   | エプソムC    | GIII     | 芝1800m（良） | 18    | 8     | 16    | 053.6（12人）   | 18着 | R1:49.8（38.6）   | -3.1 | 0江田照男 | 57        | トーセンレーヴ         | 490         |
| 0000.07.22 | 中京   | 中京記念     | GIII     | 芝1600m（良） | 16    | 1     | 1     | 029.2（11人）   | 16着 | R1:37.1（38.0）   | -2.0 | 0酒井学   | 57        | フラガラッハ           | 492         |
| 0000.08.12 | 新潟   | 関屋記念     | GIII     | 芝1600m（良） | 18    | 5     | 10    | 055.1（15人）   | 17着 | R1:32.9（34.2）   | -1.4 | 0柴田善臣 | 57        | ドナウブルー           | 482         |

## 血統表
| レッツゴーキリシマの血統（ノーザンテースト系／Princequillo5×5=6.25%〈母内〉、Nasrullah5×5=6.25%〈母内〉） | レッツゴーキリシマの血統（ノーザンテースト系／Princequillo5×5=6.25%〈母内〉、Nasrullah5×5=6.25%〈母内〉） | レッツゴーキリシマの血統（ノーザンテースト系／Princequillo5×5=6.25%〈母内〉、Nasrullah5×5=6.25%〈母内〉） | （血統表の出典） | （血統表の出典） |
| 父 メジロライアン 1987 鹿毛                                                                               | 父の父アンバーシャダイ 1977 鹿毛                                                                          | *ノーザンテースト                                                                                         | Northern Dancer  | Northern Dancer  |
| 父 メジロライアン 1987 鹿毛                                                                               | 父の父アンバーシャダイ 1977 鹿毛                                                                          | *ノーザンテースト                                                                                         | Lady Victoria    |                  |
| 父 メジロライアン 1987 鹿毛                                                                               | 父の父アンバーシャダイ 1977 鹿毛                                                                          | *クリアアンバー                                                                                           | Ambiopoise       | Ambiopoise       |
| 父 メジロライアン 1987 鹿毛                                                                               | 父の父アンバーシャダイ 1977 鹿毛                                                                          | *クリアアンバー                                                                                           | One Clear Call   |                  |
| 父 メジロライアン 1987 鹿毛                                                                               | 父の母メジロチェイサー 1977 鹿毛                                                                          | メジロサンマン                                                                                            | Charlottesville  | Charlottesville  |
| 父 メジロライアン 1987 鹿毛                                                                               | 父の母メジロチェイサー 1977 鹿毛                                                                          | メジロサンマン                                                                                            | *パラディシア    |                  |
| 父 メジロライアン 1987 鹿毛                                                                               | 父の母メジロチェイサー 1977 鹿毛                                                                          | *シェリル                                                                                                 | *スノッブ        | *スノッブ        |
| 父 メジロライアン 1987 鹿毛                                                                               | 父の母メジロチェイサー 1977 鹿毛                                                                          | *シェリル                                                                                                 | Chanel           |                  |
| 母 マルシンアモン 1993 黒鹿毛                                                                             | 母の父*バイアモン Baillamont 1982 鹿毛                                                                    | Blushing Groom                                                                                            | Red God          | Red God          |
| 母 マルシンアモン 1993 黒鹿毛                                                                             | 母の父*バイアモン Baillamont 1982 鹿毛                                                                    | Blushing Groom                                                                                            | Runaway Bride    |                  |
| 母 マルシンアモン 1993 黒鹿毛                                                                             | 母の父*バイアモン Baillamont 1982 鹿毛                                                                    | Lodeve | Shoemaker        | Shoemaker        |
| 母 マルシンアモン 1993 黒鹿毛                                                                             | 母の父*バイアモン Baillamont 1982 鹿毛                                                                    | Lodeve | Locust Time      |                  |
| 母 マルシンアモン 1993 黒鹿毛                                                                             | 母の母マルゼンキール 1981 栗毛                                                                            | *ボールドラッド                                                                                           | Bold Ruler       | Bold Ruler       |
| 母 マルシンアモン 1993 黒鹿毛                                                                             | 母の母マルゼンキール 1981 栗毛                                                                            | *ボールドラッド                                                                                           | Misty Morn       |                  |
| 母 マルシンアモン 1993 黒鹿毛                                                                             | 母の母マルゼンキール 1981 栗毛                                                                            | *シル | Buckpasser       | Buckpasser       |
| 母 マルシンアモン 1993 黒鹿毛                                                                             | 母の母マルゼンキール 1981 栗毛                                                                            | *シル | Quill F-No.5-g   |                  |

祖母マルゼンキールの半兄に顕彰馬のマルゼンスキーが、いとこに浦和記念の勝ち馬のブルーラッドがいる。
母マルシンアモンは競走馬時代に地方競馬で2勝を挙げた。2010年時点では北海道・むかわ町内の牧場に繋養されている。産駒は2010年8月時点で11頭おり、中央競馬で15勝を挙げている。このうち5番目の産駒ゴウゴウキリシマが重賞のシンザン記念を、7番目の産駒である本馬が関屋記念を勝ったほか、6番目の産駒ゴールドキリシマもオープンクラスの競走・京都2歳ステークスで勝利した。それら3頭はいずれも馬主の西村新一郎が所有しており、その冠名「キリシマ」を競走馬名に含むことから「キリシマ（三）兄弟」と呼ばれる。
母の産駒（本馬の兄弟）は以下のとおり。
- 1998年生 - イチコウダイモン（牡）（父：シャンハイ）1勝
- 1999年生 - レイルバード（牡）（父：マーベラスサンデー）5勝
- 2000年生 - イシゼンハリジャン（牡）（父：キンググローリアス）1勝
- 2001年生 - ウェルテル（牡）（父：マヤノトップガン）1勝
- 2003年生 - ゴウゴウキリシマ（牡）（父：キングヘイロー[11]）3勝、シンザン記念優勝
- 2004年生 - ゴールドキリシマ（牡）（父：ステイゴールド[12]）3勝
- 2005年生 - レッツゴーキリシマ（牡）（父：メジロライアン）本馬
- 2006年生 - ハナワキリシマ（牝）（父：フサイチコンコルド）2勝。母と同じ牧場で繁殖牝馬となる[5]。
- 2007年生 - アッパレキリシマ（牡）（父：キングヘイロー）0勝
- 2008年生 - ミサキジョウ（牝）（父：リンカーン）0勝
- 2009年生 - オオブタイ（牝）（父：クロフネ）0勝